# Selección de polo de Eslovaquia
La Selección de polo de Eslovaquia es el conjunto que representa a Eslovaquia en las competencias europeas e internacionales de polo. 
Ha participado en un solo Campeonato Europeo de Polo y por primera vez en 2010. No ha pasado de la primera ronda, obteniendo el sexto puesto. Aún no ha participado en un Campeonato Mundial de Polo.

## Resumen
| Campeonato Europeo de Polo | Campeonato Europeo de Polo | Campeonato Europeo de Polo | Campeonato Europeo de Polo | Campeonato Europeo de Polo | Campeonato Europeo de Polo |
| -------------------------- | -------------------------- | -------------------------- | -------------------------- | -------------------------- | -------------------------- |
| 1993:                      | No clasificó               | 1995:                      | No clasificó               | 1997:                      | No clasificó               |
| 1999:                      | No clasificó               | 2002:                      | No clasificó               | 2005:                      | No clasificó               |
| 2008:                      | No clasificó               | 2010:                      | Sexto lugar                | 2012:                      | No clasificó               |
| 2014:                      | No clasificó               |                            |                            |                            |                            |

## Resumen mundialista
| Campeonato Mundial de Polo | Campeonato Mundial de Polo | Campeonato Mundial de Polo | Campeonato Mundial de Polo | Campeonato Mundial de Polo | Campeonato Mundial de Polo |
| -------------------------- | -------------------------- | -------------------------- | -------------------------- | -------------------------- | -------------------------- |
| 1995:                      | No clasificó               | 1998:                      | No clasificó               | 2001:                      | No clasificó               |
| 2004:                      | No clasificó               | 2008:                      | No clasificó               | 2011:                      | No clasificó               |
| 2015:                      | No clasificó               | 2017:                      | No clasificó               |                            |                            |